# Mademoiselle Chambon
Mademoiselle Chambon är en fransk romantisk dramafilm från 2009, regisserad av Stéphane Brizé och med manus av Stéphane Brizé och Florence Vignon. Filmen baseras på en roman av Éric Holder. I de ledande rollerna märks Vincent Lindon, Sandrine Kiberlain och Aure Atika. 

## Synopsis
Jean (Lindon) och Anne-Marie (Atika) lever tillsammans med deras son ett lyckligt och okomplicerat liv i en småstad. Sonen går i skola där Véronique (Kiberlain) är lärare. Jean hjälper till med undervisningen under Véroniques överseende, och snart blir han fullkomligt tagen av hennes charmiga och eleganta uppenbarelse. Véronique har anställning på skolan som ett vikariat, men skolans rektor vill gärna ha henne som fast anställd efter det att en annan lärare slutat. Véronique tackar först ja, eftersom Jeans förälskelse är besvarad, men efter ett krystat samtal på Jeans arbetsplats blir Véronique osäker eftersom Jean berättar att Anne-Marie är gravid.
Efter några dagar frågar Jean om Véronique vill spela fiol på hans fars 80-årsdag, och hon tvekar först men accepterar. När dagen är inne går allt som planerat på festen och därefter kör Jean Véronique hem. Hon berättar i bilen att hon nästa dag ska åka hem till Paris. Mycket känslor kommer upp till ytan, och efter en stund hamnar de i säng hos Véronique. Jean blir splittrad men så säger han plötsligt att han vill följa med henne. De bestämmer att de ska mötas nästa förmiddag på järnvägsstationen ...

## I rollerna (urval)
- Vincent Lindon – Jean
- Sandrine Kiberlain – Véronique Chambon
- Aure Atika – Anne-Marie
- Jean-Marc Thibault  – Jeans far
- Arthur Le Houérou – Jérémy, son till Jean och Anne-Marie
- Michelle Goddet – skolans rektor

## Utmärkelser
- Vinnare av César för "Bästa manus efter förlaga" (2010)
- Nominerad till The Independent Spirit Awards för "Bästa utländska film" (2010)